# Gornji Allgäu
Gornji Allgäu (njemački: Oberallgäu) je okrug u Bavarskoj. Okružuju ga  (od sjevera u smjeru kazaljke na satu) okruzi Donji Allgäu, Istočni Allgäu, austrijske savezne države Tirol i Vorarlberg, okrug Lindau te okrug Ravensburg u Baden-Württembergu. Grad Kempten je potpno okružen ovim okrugom ali mu ne pripada.

## Povijest
Ljudska naselja u ovom području postoje već u brončanom dobu, kada su keltska plemena naseljavala ovaj kraj. Rimljani su tu osnovali vojni logor koji je kasnije narastao u grad zvani Cambodunum (današnji Kempten). Iz zog se razloga kasnije tvrdilo da je Kempten najstariji grad u Njemačkoj.
U srednjem vijeku Kempten je bio slobodni carski grad a okolna zemlja je postala podložno kneževina (Hohen)Staufen i te grofovima Rothenfels. Oba su prestajal postojati početkom 19. stoljeća kad je Napoleon predao ove teritorije kraljevini Bavarskoj.
Okrug Gornji Allgäu je osnovan godine 1972 spajanjem negdašnjih okruga   Sonthofena i Kemptena.

## Grb
Grb ovog okruga prikazuje planine regije Allgäui tri crna lava -simbol dinastije Hohenstaufen.

## Gradovi i općine
| Gradovi                    | Općine | |
| -------------------------- | --- | --- |
| 1. Immenstadt 2. Sonthofen | 1. Altusried 2. Bad Hindelang 3. Balderschwang 4. Betzigau 5. Blaichach 6. Bolsterlang 7. Buchenberg 8. Burgberg im Allgäu 9. Dietmannsried 10. Durach 11. Fischen 12. Haldenwang 13. Lauben | 1. Missen-Wilhams 2. Obermaiselstein 3. Oberstaufen 4. Oberstdorf 5. Ofterschwang 6. Oy-Mittelberg 7. Rettenberg 8. Sulzberg 9. Waltenhofen 10. Weitnau 11. Wertach 12. Wiggensbach 13. Wildpoldsried |

## Vanjske poveznice
- službena stranica

*